# Wybory do Rady Najwyższej ZSRR w 1946 roku
Wybory do Rady Najwyższej ZSRR w 1946 roku – przeprowadzone 10 lutego 1946 roku wybory do Rady Najwyższej ZSRR, pierwsze od zakończenia II wojny światowej.
Rada Najwyższa składała się z dwóch izb, z których w każdej zasiadało 750 posłów. W Radzie Związku na każdego posła przypadało 300.000 obywateli, a w Izbie Narodowości każda z republik była reprezentowana przez 32 posłów, każda autonomiczna republika przez 11, każdy obwód autonomiczny przez 5 i każdy okręg autonomiczny przez 1.
Według sowieckiego prawa 325.000 ludzi z 101.718.000 uprawnionych było pozbawione praw wyborczych z różnych powodów. Na mocy dekretu z 1945 roku głosować mogli także żołnierze przebywający poza granicami państwa. WKP(b) otrzymała 100% głosów i wszystkie miejsca w Radzie Najwyższej.